# 马尔塞扬 (上比利牛斯省)
马尔塞扬（法語：Marseillan，法語發音：[maʁsɛjɑ̃]）是法国上比利牛斯省的一个市镇，属于塔布区。

## 地理
马尔塞扬（43°18'19"N, 0°12'56"E）面积4.4 平方千米，位于法国奧克西塔尼大區上比利牛斯省，该省份为法国西南部内陆省份，北至热尔省，西接大西洋比利牛斯省，南与西班牙接壤，东临上加龙省。
与马尔塞扬接壤的市镇（或旧市镇、城区）包括：雅克、布伊-佩勒伊、卡斯泰尔维耶伊、谢勒德巴。

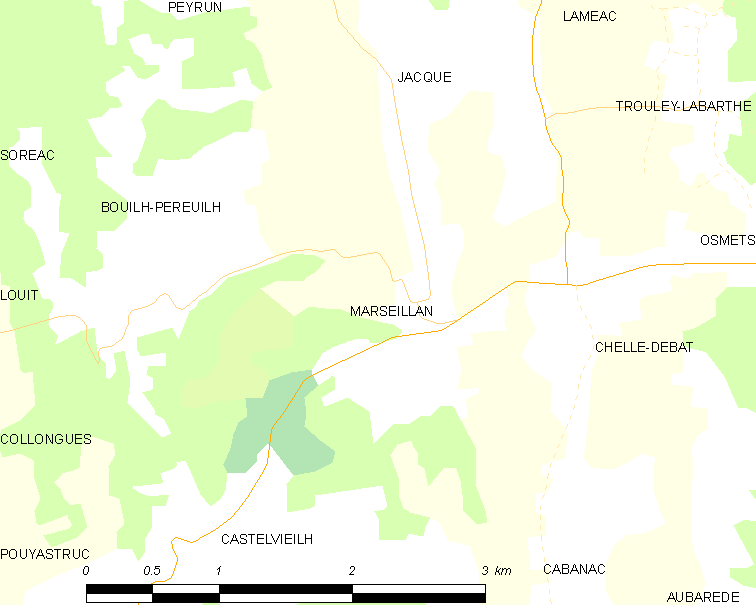
的OSM定位图

马尔塞扬的时区为UTC+01:00、UTC+02:00（夏令时）。

## 行政
马尔塞扬的邮政编码为65350，INSEE市镇编码为65301。

## 政治
马尔塞扬所属的省级选区为山丘县。

## 人口

1962-2008年间人口变化图示

马尔塞扬于2022年1月1日时的人口数量为267人。